# Tim Kelleher (musicien)
 (janvier 2019).
Si vous disposez d'ouvrages ou d'articles de référence ou si vous connaissez des sites web de qualité traitant du thème abordé ici, merci de compléter l'article en donnant les références utiles à sa vérifiabilité et en les liant à la section « Notes et références ».
Pour les articles homonymes, voir Kelleher.
Ne doit pas être confondu avec le réalisateur Tim Kelleher.
Tim Kelleher (né le 4 octobre 1980) est un bassiste américain.

## Biographie
Il est l'ancien bassiste du groupe My Darling Murder, actuellement il remplace Matt Wachter depuis le 2 mars 2007 dans le groupe Thirty Seconds to Mars. Le soir du 31 décembre 2010, lors d'un concert de Thirty Seconds to Mars son départ est annoncé, cependant courant 2011 il rejoue avec le groupe. 